# Komentarz prasowy
Komentarz prasowy – określenie oznaczające artykuł publicystyczny omawiający w sposób subiektywny aktualne wydarzenia.
W literaturze poświęconej gatunkom wypowiedzi dziennikarskich zalicza się komentarz do publicystyki, akcentuje aktualność poruszanych problemów, a także ich znaczenie dla określonego kręgu odbiorców. Zwraca się uwagę na subiektywność wywodu, interpretacyjny i perswazyjny charakter wypowiedzi. Może być postrzegany jako informacja o komentowanych faktach czy zdarzeniach oraz powiadamianie o sposobach autorskich reakcji na te zdarzenia. Komentarz nie jest formą jednorodną, można wyróżnić komentarz żartobliwy, stonowany, ironiczny, satyryczny. Ze względu na strukturę tekstu komentarz może być autonomiczny (wydzielony z tekstu informacyjnego) bądź nieautonomiczny, będący częścią informacji.